# Paola Ebanga
Paola Cyrielle Ebanga Baboga, née le 6 avril 1997 à Yaoundé, est une handballeuse internationale camerounaise évoluant au poste d'arrière droite au HBC Celles-sur-Belle. 
Internationale, elle est notamment vice-championne d'Afrique en 2021 et en 2022

## Carrière

### En club
Paola Ebanga Baboga est une joueuse du Dynamique de Bokito au Cameroun avant de partir en France en août 2018. Elle joue successivement pour le Colmar Centre Alsace handball (Nationale 2), l'ASPTT Strasbourg (Nationale 1), l'ASUL Vaulx-en-Velin (Division 2), chaque fois pour une saison avant de rejoindre en 2022 le Handball Club Celles-sur-Belle.

### En sélection
En 2021, avec l'équipe du Cameroun, Paola Ebanga Baboga est médaillée d'argent du championnat d'Afrique 2021 à Yaoundé et 28e du championnat du monde 2021 en Espagne.
Elle est médaillée d'argent du championnat d'Afrique 2022 à Dakar.

## Palmarès

### En équipe nationale
championnats du monde
- 28e au championnat du monde 2021

championnats d'Afrique
- Médaille d'argent au championnat d'Afrique 2021
- Médaille d'argent au championnat d'Afrique 2022

## Distinctions personnelles
- Meilleure arrière droite du championnat d'Afrique 2022[4]